# ルーベン・ジェームズ (駆逐艦)
|          |                                                  |
| 艦歴     |                                                  |
| 発注     |                                                  |
| 起工     | 1919年4月2日                                     |
| 進水     | 1919年10月4日                                    |
| 就役     | 1920年9月24日                                    |
| 退役     |                                                  |
| その後   | 1941年10月31日に戦没                             |
| 除籍     |                                                  |
| 性能諸元 |                                                  |
| 排水量   | 1,190トン                                        |
| 全長     | 314 ft 5 in（95.83 m）                           |
| 全幅     | 31 ft 8 in（9.65 m）                             |
| 吃水     | 9 ft 4 in（2.84 m）                              |
| 機関     | ギアード・タービン、2軸推進、26,500shp           |
| 最大速   | 35ノット（65 km/h）                              |
| 乗員     | 士官、兵員あわせて159名                          |
| 兵装     | 4インチ砲4門 3インチ砲1門 21インチ魚雷発射管12門 |

ルーベン・ジェームズ（USS Reuben James, DD-245）は、アメリカ海軍の駆逐艦。クレムソン級駆逐艦の1隻。艦名は第一次バーバリ戦争で活躍したルーベン・ジェームズ掌帆長（1776年 - 1838年）に因む。ルーベン・ジェームズは第二次世界大戦において最初に沈められたアメリカ海軍艦艇であった。

## 艦歴
ルーベン・ジェームズは1919年4月2日にニュージャージー州カムデンのニューヨーク造船所で起工する。1919年10月4日に進水し、1920年9月24日に艦長ゴードン・W・ハインズ中佐の指揮下就役した。
就役後は大西洋艦隊に配属され、1921年から22年まで地中海で活動した。その後ニューヨークを拠点として、1926年の始めにはニカラグア沖合の偵察任務に就き、革命勢力への武器供給を防いだ。1931年1月20日にペンシルベニア州フィラデルフィアで退役するが、1932年3月9日に再就役し、大西洋およびカリブ海での活動を再開、フルヘンシオ・バティスタによるクーデターの期間中はキューバ海域を偵察した。1934年にカリフォルニア州サンディエゴへ配属され、空母部隊の評価演習に参加後、1939年1月に大西洋艦隊に復帰した。
1939年9月にヨーロッパで第二次世界大戦が始まると、ルーベン・ジェームズは中立パトロールに参加し大西洋、カリブ海での船団護衛に従事した。1941年3月にルーベン・ジェームズはイギリス向け物資の保護を目的として設立された船団護衛部隊に加わる。この護衛部隊はアイスランドまでの船団護衛を行い、アイスランド以降はイギリス海軍の護衛部隊が任務を引き継いだ。
アイスランドのクヴァールフィヨルズル（Hvalfjörður、ハヴァルフィヨルドとも）を拠点として、ルーベン・ジェームズは1941年10月23日にニューファンドランドのアージェンティア海軍基地から、HX156船団を護衛するため他の駆逐艦4隻と共に出港した。10月31日の05:25、ルーベン・ジェームズはドイツ潜水艦U-552より雷撃を受ける。魚雷は艦前方に命中、弾薬庫が誘爆し艦首が吹き飛んだ。艦首はたちまち沈み、艦後部は5分後に沈んだ。艦長のエドワーズ少佐を含む115名が死亡し、44名が救出された。
ウディ・ガスリーはルーベン・ジェームズの沈没を元に「The Sinking of the Reuben James」を作曲し、同曲はピート・シーガーやその他のアルマナック・シンガーズにより歌われた。
ルーベン・ジェームズの艦名は、バックレイ級護衛駆逐艦のDE-153、オリバー・ハザード・ペリー級ミサイルフリゲートのFFG-57に受け継がれた。また、戦死したエドワーズ艦長の名もフレッチャー級駆逐艦のDD-663に命名されている。